# Победнице европских првенстава у атлетици у дворани — 60 метара
Освајачи медаља на европским првенствима у атлетици у дворани у дисциплини трчања на 60 метара, која је у програму од првог Европског првенства у дворани одржаном 1966. у Дортмунду, приказани су у следећој табели. Постигнути резултати су приказни у секундама. У почетним фазама такмичења Европских првенстава у дворани (тада званим: Европске игре у дворани) најкраће спринтерске трке су зависиле од величине саме дворане. Тако да се, уместо спринтерских трка на 60 метара, на првенствима 1967, 1968, 1969, 1972. и 1981. трчало на 50 метара. Доње табеле збрајају медаље са трка на 50 и 60 метара.
Најуспешнија атлетичарка, после 42 европска првенства, је  Нели Куман из Холандије са 6 освојених златних медаља и две бронзане. Од земаља најуспешнија је Источна Немачка са укупно 20 медаља од чега 9 златних, 7 сребрних и 4 бронзаних.
Рекорд европских првенстава у трци на 60 метара у дворани заједнички држе Нели Куман из Холандије (1986) и Муђинга Камбунђи из Швајцарске (2023) са 7,00 секунди. У трци на 50 метара рекорд заједнички држе Софка Попова из Бугарске и Линда Хаглунд из Шведске које су стигле прва и друга у финалу Европског првенства у дворани у Греноблу 1981. са идентичним резултатом 6,17 секунди.

## Освајачице медаља на европским првенствима у дворани
| ЕП                                      |                                    | Резултат                          |                                       | Резултат |                                       | Резултат |
| Дортмунд 1966                           | Маргит Немешхази · Мађарска        | 7,3 у финалу 7,2 РЕП у полуфиналу | Галина Митрокина · Совјетски Савез    | 7,3      | Мери Ренд · Уједињено Краљевство      | 7,4      |
| Праг 1967 (трка на 50 метара)           | Маргит Немешхази · Мађарска        | 6,3 у финалу 6,2 РЕП у полуфиналу | Карин Валгрен · Шведска               | 6,4      | Галина Букарина · Совјетски Савез     | 6,5      |
| Мадрид 1968 (трка на 50 метара)         | Силвиан Телез · Француска          | 6,24                              | Ерика Рост · Западна Немачка          | 6,38     | Ханелор Траберт · Западна Немачка     | 6,41     |
| Београд 1969 (трка на 50 метара)        | Ирена Шевињска · Пољска            | 6,4                               | Силвиан Телез · Француска             | 6,5      | Маделајн Коб · Уједињено Краљевство   | 6,5      |
| Беч 1970 детаљи                         | Ренате Мајснер · Источна Немачка   | 7,4                               | Силвиан Телез · Француска             | 7,5      | Вилма ван ден Берг · Холандија        | 7,5      |
| Софија 1971 детаљи                      | Ренате Штехер · Источна Немачка    | 7,3                               | Силвиан Телез · Француска             | 7,4      | Анегрет Ирганг · Западна Немачка      | 7,4      |
| Гренобл 1972 детаљи (трка на 50 метара) | Ренате Штехер · Источна Немачка    | 6,25                              | Анегрет Рихтер · Западна Немачка      | 6,28     | Силвиан Телез · Француска             | 6,31     |
| Ротердам 1973 детаљи                    | Анегрет Рихтер · Западна Немачка   | 7,27 =СР, РЕП                     | Петра Кандар · Источна Немачка        | 7,29     | Силвиан Телез · Француска             | 7,32     |
| Гетеборг 1974 детаљи                    | Ренате Штехер · Источна Немачка    | 7,16 СР, РЕП                      | Андреа Линч · Уједињено Краљевство    | 7,17     | Ирена Шевињска · Пољска               | 7,20     |
| Катовице 1975 детаљи                    | Андреа Линч · Уједињено Краљевство | 7,17                              | Моника Мејер · Источна Немачка        | 7,24     | Ирена Шевињска · Пољска               | 7,26     |
| Минхен 1976 детаљи                      | Линда Хаглунд · Шведска            | 7,24                              | Сониа Ланаман · Уједињено Краљевство  | 7,25     | Елвира Посекел · Западна Немачка      | 7,28     |
| Сан Себастијан 1977 детаљи              | Марлиз Елснер · Источна Немачка    | 7,17                              | Људмила Сторожкова · Совјетски Савез  | 7,24     | Рита Ботиљери · Италија               | 7,34     |
| Милано 1978 детаљи                      | Марлиз Гер · Источна Немачка       | 7,12 СР, РЕП                      | Линда Хаглунд · Шведска               | 7,13     | Људмила Сторожкова · Совјетски Савез  | 7,27     |
| Беч 1979 детаљи                         | Марлиз Гер · Источна Немачка       | 7,16                              | Марита Кох · Источна Немачка          | 7,19     | Људмила Сторожкова · Совјетски Савез  | 7,22     |
| Зинделфинген 1980 детаљи                | Софка Попова · Бугарска            | 7,11 РЕП                          | Линда Хаглунд · Шведска               | 7,14     | Људмила Кондратјева · Совјетски Савез | 7,31     |
| Гренобл 1981 детаљи (трка на 50 метара) | Софка Попова · Бугарска            | 6,17 РЕП                          | Линда Хаглунд · Шведска               | 6,17 РЕП | Марита Кох · Источна Немачка          | 6,19     |
| Милано 1982 детаљи                      | Марлиз Гер · Источна Немачка       | 7,11 =РЕП                         | Софка Попова · Бугарска               | 7,19     | Венди Хојт · Уједињено Краљевство     | 7,27     |
| Будимпешта 1983 детаљи                  | Марлиз Гер · Источна Немачка       | 7,09 РЕП                          | Зилке Гладиш · Источна Немачка        | 7,12     | Мариса Масуло · Италија               | 7,19     |
| Гетеборг 1984 детаљи                    | Бев Кинч · Уједињено Краљевство    | 7,16                              | Анелија Нунева · Бугарска             | 7,23     | Нели Куман · Холандија                | 7,23     |
| Пиреј 1985 детаљи                       | Нели Куман · Холандија             | 7,10                              | Марлиз Гер · Источна Немачка          | 7,13     | Хедер Оукс · Уједињено Краљевство     | 7,22     |
| Мадрид 1986 детаљи                      | Нели Куман · Холандија             | 7,00 СР, РЕП                      | Марлиз Гер · Источна Немачка          | 7,08     | Зилке Гладиш · Источна Немачка        | 7,14     |
| Лијевен 1987 детаљи                     | Нели Куман · Холандија             | 7,01                              | Анелија Нунева · Бугарска             | 7,06     | Марлиз Гер · Источна Немачка          | 7,12     |
| Будимпешта 1988 детаљи                  | Нели Куман · Холандија             | 7,04                              | Зилке Мелер · Источна Немачка         | 7,05     | Марлиз Гер · Источна Немачка          | 7,07     |
| Хаг 1989 детаљи                         | Нели Куман · Холандија             | 7,15                              | Лоренс Били · Француска               | 7,19     | Сиско Ханхијоки · Финска              | 7,23     |
| Глазгов 1990 детаљи                     | Улрике Сарвари · Западна Немачка   | 7,10                              | Лоренс Били · Француска               | 7,13     | Нели Куман · Холандија                | 7,14     |
| Ђенова 1992 детаљи                      | Жана Тарнопољскаја · Уједињени тим | 7,24                              | Анелија Нунева · Бугарска             | 7,29     | Надежда Рашчупкина · Уједињени тим    | 7,31     |
| Париз 1994 детаљи                       | Нели Куман · Холандија             | 7,17                              | Мелани Пашке · Немачка                | 7,19     | Патрисија Жирар · Француска           | 7,19     |
| Стокхолм 1996 детаљи                    | Екатерини Тану · Грчка             | 7,15                              | Одиа Сидибе · Француска               | 7,25     | Јернеја Перц · Словенија              | 7,28     |
| Валенсија 1998 детаљи                   | Мелани Пашке · Немачка             | 7,14                              | Фредерик Бангу · Француска            | 7,18     | Одиа Сидибе · Француска               | 7,22     |
| Гент 2000 детаљи                        | Екатерини Тану · Грчка             | 7,05                              | Петја Пандева · Бугарска              | 7,11     | Ирина Пука · Украјина                 | 7,11     |
| Беч 2002 детаљи                         | Ким Геверт · Белгија               | 7,16                              | Марина Кислова · Русија               | 7,18     | Георгиа Коклони · Грчка               | 7,22     |
| Мадрид 2005 детаљи                      | Ким Геверт · Белгија               | 7,16                              | Георгиа Коклони · Грчка               | 7,18     | Марија Карастамати · Грчка            | 7,25     |
| Бирмингем 2007 детаљи                   | Ким Геверт · Белгија               | 7,12                              | Јевгенија Пољакова · Русија           | 7,18     | Дарија Оњишко · Пољска                | 7,20     |
| Торино 2009 детаљи                      | Марина Кислова · Русија            | 7,18                              | Езин Окпараебо · Норвешка             | 7,21     | Верена Зајлер · Немачка               | 7,22     |
| Париз 2011 детаљи                       | Олесја Повк · Украјина             | 7,13                              | Марија Рјемјен · Украјина             | 7,15     | Езин Окпараебо · Норвешка             | 7,20     |
| Гетеборг 2013 детаљи                    | Марија Рјемјен · Украјина          | 7,10                              | Миријам Сумаре · Француска            | 7,11     | Ивет Лалова · Бугарска                | 7,12     |
| Праг 2015 детаљи                        | Дафне Шиперс · Холандија           | 7,05                              | Дина Ашер-Смит · Уједињено Краљевство | 7,08     | Верена Зајлер · Немачка               | 7,09     |
| Београд 2017 детаљи                     | Аша Филип · Уједињено Краљевство   | 7,06                              | Ева Свобода · Пољска                  | 7,10     | Муђинга Камбунђи · Швајцарска         | 7,16     |
| Глазгов 2019 детаљи                     | Ева Свобода · Пољска               | 7,09                              | Дафне Шиперс · Холандија              | 7,14     | Аша Филип · Уједињено Краљевство      | 7,15     |
| Торуњ 2021 детаљи                       | Ајла Дел Понте · Швајцарска        | 7,03                              | Лота Кемпинен · Финска                | 7,22     | Џамил Самјуел · Холандија             | 7,22     |
| Истанбул 2023 детаљи                    | Муђинга Камбунђи · Швајцарска      | 7,00 =РЕП                         | Ева Свобода · Пољска                  | 7,09     | Дерил Неита · Уједињено Краљевство    | 7,12     |
| Апелдорн 2025 детаљи                    | Зајнаб Досо · Италија              | 7,01                              | Муђинга Камбунђи · Швајцарска         | 7,02     | Патриција Ван Дер Векен · Луксембург  | 7,06     |
| Валенсија 2027                          |                                    |                                   |                                       |          |                                       |          |

## Биланс медаља
| Ранг | Држава               |    |    |    |     |
| ---- | -------------------- | -- | -- | -- | --- |
| 1.   | Источна Немачка      | 9  | 7  | 4  | 20  |
| 2.   | Холандија            | 7  | 1  | 4  | 12  |
| 3.   | Уједињено Краљевство | 3  | 3  | 6  | 12  |
| 4.   | Белгија              | 3  | 0  | 0  | 3   |
| 5.   | Бугарска             | 2  | 5  | 1  | 8   |
| 6.   | Западна Немачка      | 2  | 2  | 3  | 7   |
| 6.   | Пољска               | 2  | 2  | 3  | 7   |
| 8.   | Грчка                | 2  | 1  | 2  | 5   |
| 9.   | Украјина             | 2  | 1  | 1  | 4   |
| 9.   | Швајцарска           | 2  | 1  | 1  | 4   |
| 11.  | Мађарска             | 2  | 0  | 0  | 2   |
| 12.  | Француска            | 1  | 8  | 4  | 13  |
| 13.  | Шведска              | 1  | 4  | 0  | 5   |
| 14.  | Русија               | 1  | 2  | 0  | 3   |
| 15.  | Немачка              | 1  | 1  | 2  | 4   |
| 16.  | Италија              | 1  | 0  | 2  | 3   |
| 17.  | Уједињени тим        | 1  | 0  | 1  | 2   |
| 18.  | Совјетски Савез      | 0  | 2  | 4  | 6   |
| 19.  | Финска               | 0  | 1  | 1  | 2   |
| 19.  | Норвешка             | 0  | 1  | 1  | 2   |
| 21.  | Словенија            | 0  | 0  | 1  | 1   |
| 21.  | Луксембург           | 0  | 0  | 1  | 1   |
|      | Укупно (22)          | 42 | 42 | 42 | 126 |

| Ранг | Атлетичар             | Држава               |   |   |   |   |
| ---- | --------------------- | -------------------- | - | - | - | - |
| 1.   | Нели Куман            | Холандија            | 6 | 0 | 2 | 8 |
| 2.   | Марлиз Гер-Елзнер     | Источна Немачка      | 5 | 2 | 2 | 9 |
| 3.   | Ренате Штехер-Мајснер | Источна Немачка      | 4 | 0 | 0 | 0 |
| 4.   | Ким Геверт            | Белгија              | 3 | 0 | 0 | 3 |
| 5.   | Софка Попова          | Бугарска             | 2 | 1 | 0 | 3 |
| 6.   | Маргит Немешхази      | Мађарска             | 2 | 0 | 0 | 2 |
| 6.   | Екатерини Тану        | Грчка                | 2 | 0 | 0 | 2 |
| 8.   | Силвиан Телез         | Француска            | 1 | 3 | 2 | 6 |
| 9.   | Линда Хаглунд         | Шведска              | 1 | 3 | 0 | 4 |
| 10.  | Ева Свобода           | Пољска               | 1 | 2 | 0 | 3 |
| 11.  | Анегрет Рихтер        | Западна Немачка      | 1 | 1 | 1 | 3 |
| 11.  | Муђинга Камбунђи      | Швајцарска           | 1 | 1 | 1 | 3 |
| 13.  | Андреа Линч           | Уједињено Краљевство | 1 | 1 | 0 | 2 |
| 13.  | Мелани Пашке          | Немачка              | 1 | 1 | 0 | 2 |
| 13.  | Марина Кислова        | Русија               | 1 | 1 | 0 | 2 |
| 13.  | Марија Рјемјен        | Украјина             | 1 | 1 | 0 | 2 |
| 13.  | Дафне Шиперс          | Холандија            | 1 | 1 | 0 | 2 |
| 18.  | Ирена Шевињска        | Пољска               | 1 | 0 | 2 | 3 |
| 19.  | Аша Филип             | Уједињено Краљевство | 1 | 0 | 1 | 2 |
| 20.  | Анелија Нунева        | Бугарска             | 0 | 3 | 0 | 3 |
| 21.  | Зилке Гладиш-Мелер    | Источна Немачка      | 0 | 2 | 1 | 3 |
| 22.  | Лоренс Били           | Француска            | 0 | 2 | 0 | 2 |
| 23.  | Људмила Сторожкова    | Совјетски Савез      | 0 | 1 | 2 | 3 |
| 24.  | Марита Кох            | Источна Немачка      | 0 | 1 | 1 | 2 |
| 24.  | Одиа Сидибе           | Француска            | 0 | 1 | 1 | 2 |
| 24.  | Георгиа Коклони       | Грчка                | 0 | 1 | 1 | 2 |
| 24.  | Езин Окпараебо        | Норвешка             | 0 | 1 | 1 | 2 |